# Opistognathus jacksoniensis
Opistognathus jacksoniensis är en fiskart som beskrevs av Macleay, 1881. Opistognathus jacksoniensis ingår i släktet Opistognathus och familjen Opistognathidae. Inga underarter finns listade i Catalogue of Life.